# 門松正宏
門松 正宏（かどまつ まさひろ、1942年〈昭和17年〉10月29日 - 2023年〈令和5年〉6月21日）は、日本の実業家。元旭硝子株式会社代表取締役兼社長執行役員・会長執行役員・CEO。ガラス産業連合会会長、日本化学工業協会副会長、財団法人日本産業技術振興協会役員。ベルギー王国より王冠勲章コマンドール章（Commander of the Order of the Crown）を受勲。

## 経歴
- 1942年 - 東京都生まれ。
- 1961年 - 東京都立八潮高等学校卒業。
- 1965年 - 慶應義塾大学商学部商学科卒業。
  - 同年4月 - 旭硝子（現・AGC）株式会社入社。
- 1996年 - 取締役、管球硝子事業本部営業部長。
- 2000年 - ディスプレイ事業本部長。常務。
- 2002年 - ディスプレイカンパニープレジデント。
- 2003年 - 副社長。
- 2004年 - 代表取締役兼社長執行役員  CEO。
- 2005年 - 板硝子協会会長、ガラス産業連合会会長。
- 2008年 - 日本化学工業協会副会長。
- 同年 - 旭硝子代表取締役取締役会議長兼会長執行役員CEO。
- 2010年 -  同社代表取締役兼会長。
- 同年 - 同社取締役兼会長。
- 2011年 -  同上、退任。
- 2023年6月21日 - がん性腹膜炎のため死去[2]。80歳没。